# Agnese Nano
Agnese Nano (Roma, 5 de novembro de 1965) é uma atriz italiana.
Sua primeira aparição pública ocorreu em 1987, porém tornou-se famosa após o papel como "Elena" no filme Cinema Paradiso, de Giuseppe Tornatore, em 1988. 

## Filmografia
- 1988 It's Happening Tomorrow, Daniele Luchetti
- 1988 Cinema Paradiso, Giuseppe Tornatore
- 1990 Faccione, Christian De Sica
- 1990 Adelaide, Lucio Gaudino
- 1991 Steps On The Moon, Claudio Antonino
- 1991 Baroque, Claudio Sestrieri
- 1992 The Abdomen Of Maria, Memé Perlini
- 1992 The Long Silence, Margarethe von Trotta
- 1992 L'edera, Edera
- 1993 Tired Men, Lucio Gaudino
- 1994 The Summer Of Bobby Charlton, Massimo Guglielmi
- 2001 Murderers in the festive days, Damiano Damiani
- 2002 Do Like Us, Francesco Apolloni
- 2003 Until I Make You Suffering, Francesco Colizzi
- 2004 Luna And The Others, Elisabetta Villaggio